# Singsås
Singsås este o localitate din comuna Midtre Gauldal, provincia Sør-Trøndelag, Norvegia.